# Список птиц России (Стрижеобразные)
Список птиц России (Стрижеобразные) включает все виды отряда стрижеобразных фауны России и является частью общего Списка птиц России.

## Семейство Стрижиные, илиСтрижи(Apodidae)
| № | Вид                   | Русское название  | Примечание | Фото |
| - | --------------------- | ----------------- | --- | ---- |
| 1 | Apus affinis          | Малый стриж       | Африка, Южная и Центральная Азия. Случайные залеты в Европу |      |
| 2 | Apus apus             | Чёрный стриж      | Обитает в средней Европе, в северной и средней Азии, зимует в Африке и южной Индии |      |
| 3 | Apus pallidus         | Бледный стриж     | Гнездится в Северной Африке, Южной Европе и на Среднем Востоке. В России известен залёт в Татарстан. |      |
| 4 | Tachymarptis melba    | Белобрюхий стриж  | Африка, Евразия. В России на Северном Кавказе |      |
| 5 | Apus pacificus        | Белопоясный стриж | Дальний Восток, Сибирь, Восточная Азия, Австралия |      |
| 6 | Hirundapus caudacutus | Иглохвостый стриж | Одна часть ареала располагается в Южной и Юго-Восточной Азии, другая располагается на юге Дальнего Востока и Сибири — от Северо-Восточного Алтая до Сахалина, на запад — до Томска, Барнаула и восточной части Новосибирской области. |      |

## СемействоКолибри(Trochilidae)
| № | Вид               | Русское название                    | Примечание | Фото |
| - | ----------------- | ----------------------------------- | --- | ---- |
| 1 | Selasphorus rufus | Охристый колибри, или Рыжий колибри | От Аляски до Калифорнии. В России отмечались залеты на остров Ратманова (Острова Диомида), на остров Врангеля и материковую Чукотку |      |